# Laguna Castaño
A  Laguna Poza Castaño é um lago localizado na Guatemala. Localiza-se no departamento de Retalhuleu, Município de Retalhuleu. Este lago ocupa uma área de 0.55 km. e apresenta uma profundidade de 20 m. A cota de altitude a que se encontra relativamente ao nível do mar encontra-se no 38 m.